# Anisopodus melzeri
Anisopodus melzeri är en skalbaggsart som beskrevs av Gilmour 1965. Anisopodus melzeri ingår i släktet Anisopodus och familjen långhorningar. Inga underarter finns listade i Catalogue of Life.